# Burg Laval
Die Burg Laval liegt in der Stadt Laval im Département Mayenne in der Region Pays de la Loire in Frankreich.

## Geschichte

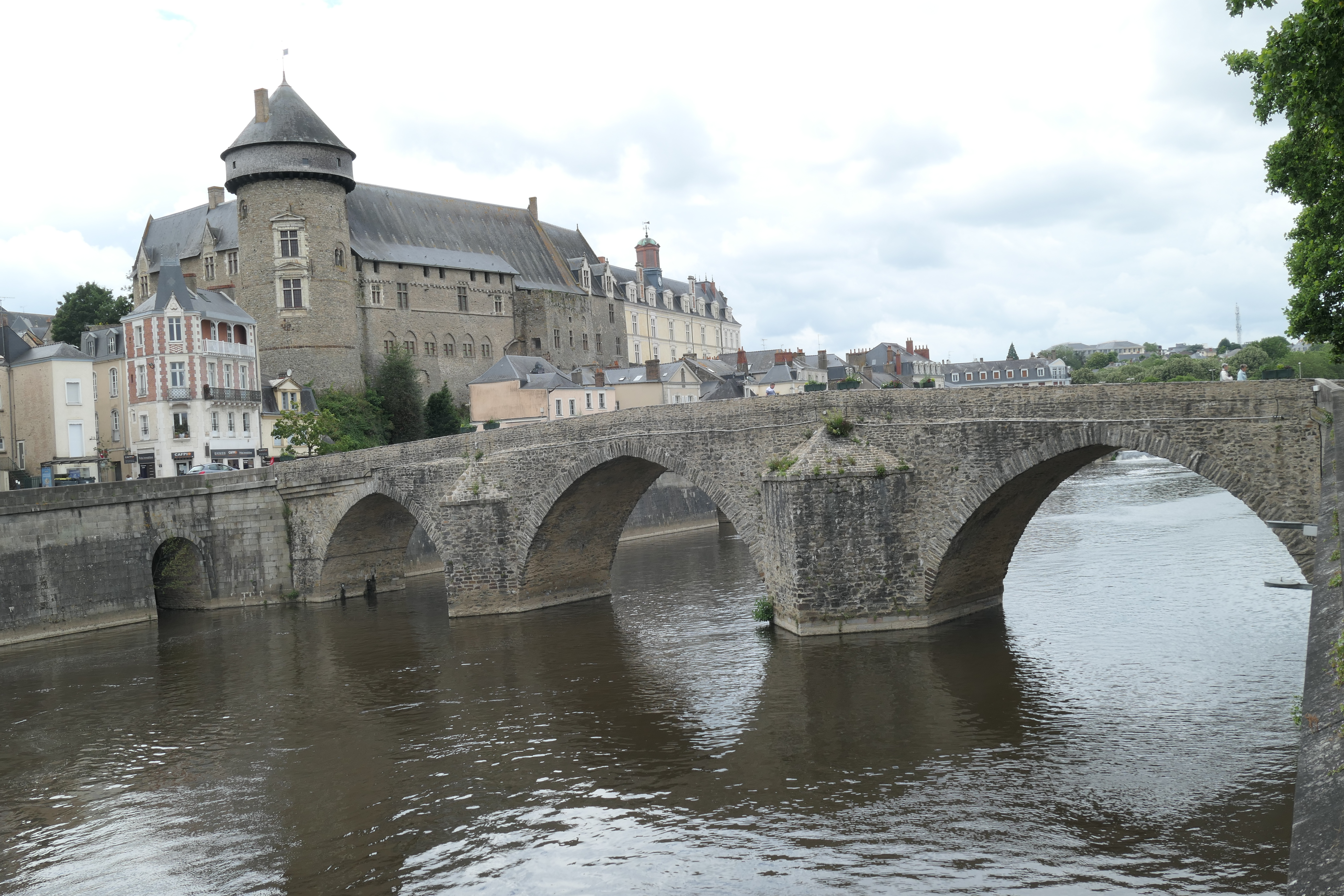
Die Burg Laval über dem Fluss Mayenne

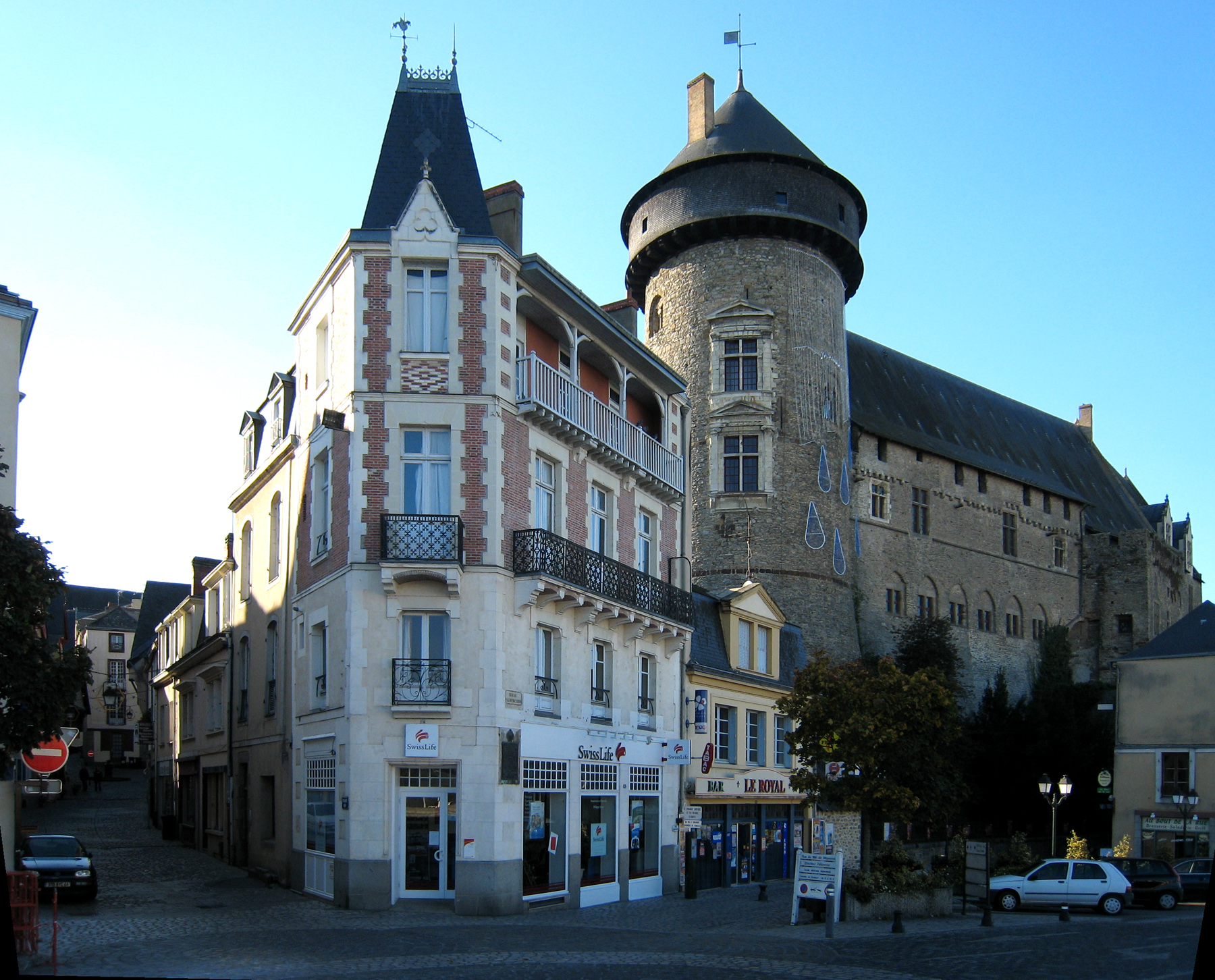
Die Burg im Stadtbild

Die erste Seigneurie von Laval findet sich in den Geschichtsbüchern am Anfang des 11. Jahrhunderts. Die Burg Laval wurde von Gui I. de Dénéré (oder de Laval), Vasall des Grafen von Maine, Herbert I. Eveille Chien, am Ufer der Mayenne errichtet, wo der Fluss die Straße von Le Mans nach Rennes kreuzt, etwa auf halbem Weg zwischen beiden Städten.
Die letzte direkte Nachkommin, Emma de Laval, heiratete im 13. Jahrhundert Mathieu de Montmorency, sodass die Herrschaft Laval in den Besitz dieser Familie überging. Als 1412 die männliche Linie der Laval-Montmorency mit dem Tod von Gui XII. erlosch, fiel der Besitz an seinen Schwiegersohn, Jean de Montfort-Gaël. Dieser nahm mit Rücksicht auf die lokale Tradition den Namen Gui XIII. an. Sein Sohn, ein Gefährte von Jeanne d’Arc, Gui XIV., folgte ihm 1415 nach. 1429 erhob König Karl VII. die Seigneurie zur Grafschaft Laval.
Nach dem Tod des Guy XVII. de Laval, Comte de Laval et de Montfort, 1547 fielen die Grafschaften an die Tochter seiner Schwester, Renée de Rieux, die sich nunmehr Guyonne, Gräfin de Laval, nannte. Ein Jahr später beerbte sie auch ihren Bruder, Claude II. de Rieux und verfügte nun über große Ländereien und zahlreiche Burgen. 1545 war sie 21-jährig mit Louis de Sainte-Maure, Marquis de Nesle und Graf von Joigny, verheiratet worden, doch beide hassten sich und bekämpften sich lebenslang. Die Gräfin wurde von ihren Untertanen ihres turbulenten Lebens wegen als „Guyonne la Folle“ bezeichnet, ihr Mann hingegen war borniert und von betrügerischen Beratern umgeben. Schließlich gelang es ihm, seine Frau auf Schloss Joigny für längere Zeit einzusperren. Nachdem sie 1557 geflohen war, erwirkte er bei Papst Paul IV. ihre Exkommunikation, woraufhin sie sich den aufständischen Hugenotten anschloss, gemeinsam mit ihrem Schwager François de Coligny-d’Andelot. Beide waren 1567 beteiligt an der beinahe erfolgten Entführung von König Karl IX. Der König schickte Truppen nach Laval, wo die Gräfin sich auf der Burg verschanzte. Während die katholischen Anhänger des Königs in der Stadt eine Fronleichnamsprozession abhielten, verstarb die Gräfin auf ihrem Schloss. Der Sohn ihrer Schwester, Paul de Coligny, trat als Guy XIX. de Laval ihr Erbe an, doch konfiszierte der König alles und Paul floh in die Schweiz. Erst 1573 konnte er die Aufhebung der Beschlagnahme erwirken. Sein Onkel und Vormund, Gaspard II. de Coligny, wurde 1519 ein Opfer der Bartholomäusnacht. Der Sohn Guy XX. konvertierte dann im Gefolge von Heinrich IV. wieder zum Katholizismus. Nach dessen Tod 1585 fiel die Grafschaft an die de La Trémoille; das Schloss war bis 1794 Residenz der Grafen von Laval aus diesem Geschlecht.
In Zeiten der Französischen Revolution wurde das sogenannte Petit-Château als Militärhospital genutzt, bevor es 1795 vom Tribunal übernommen wurde.
Am 27. Januar 1794 wurde vor dem Hauptportal Antoine-Philippe de La Trémoille Graf von Laval, durch die Guillotine hingerichtet.
Louis-Stanislas de La Trémoïlle verkaufte es schließlich 1821 zusammen mit dem angrenzenden Neuen Schloss, dem heutigen Justizpalast, für 90.000 Franc an die Stadt. Sie machte daraus ein Gefängnis, das erst 1908 aufgelöst wurde.

## Festungsbau
Die Festung thront auf einem Felsvorsprung oberhalb des Flusses Mayenne. Die Anlage umschloss ehemals ein großes, polygonales Gelände, flankiert von sieben Rundtürmen, einschließlich eines großen Donjons im Nordosten. Von der Umfassungsmauer und den Türmen ist nur wenig erhalten. Die heutige Anlage besteht vornehmlich aus einem quadratischen, zwischen dem 13. und 15. Jahrhundert errichteten Wohnblock. Der Krypta genannte Teil unterhalb des Nordflügels könnte noch älter sein. Die Fensterfront der Residenz zeugt von dem frühen Bemühen, angenehme Wohnverhältnisse zu schaffen. Die Fassaden des Innenhofes sind der Zeit entsprechend von der Gotik geprägt, zeigen aber auch schon Einflüsse der Renaissance.
An der hinteren Ecke des Bauwerkes erhebt sich außen der mächtige Hauptturm. Er ist 45 Meter hoch, hat einen Durchmesser von 14 Metern, und seine Mauern sind 2,50 Meter dick. Die Basis des Turms scheint aus der Zeit der Romanik zu stammen. Das Tor wurde durch eine Zugbrücke mit Ketten geschützt. Die Fenster der Südfassade stammen aus dem 16. Jahrhundert.
Am eindrucksvollsten ist sicher der überkragende Obergaden des Turms, der einschließlich Bedachung eine Höhe von 9,50 Meter aufweist. Es handelt sich hier um ein Original aus dem 13. Jahrhundert und nicht etwa um einen Nachbau aus dem 19. Jahrhundert wie beim Donjon von Rouen. Diese Obergaden, Verteidigungseinrichtung und Wohnung des Türmers, sind die ältesten Frankreichs. Hochklappbare Holzblenden schützten die Verteidiger vor Einblick und Geschossen, zugleich konnten sie durch Öffnungen Steine und kochende Flüssigkeiten auf die Angreifer schütten.

## Museum für naive Kunst
Seit 1967 beherbergt die Burg das Musée d’Art naïf et d’Arts singuliers für naive Malerei, das Werke der bedeutendsten Künstler dieser Richtung zeigt. Zu diesen zählen der in Laval gebürtige Henri Rousseau und Séraphine Louis, genannt Sérapine de Senlis.